# From the Pages of My Mind
From the Pages of My Mind – album amerykańskiego muzyka Raya Charlesa, wydany w 1986 roku. Podobnie jak jego inne płyty nagrane w latach 80., tak i ta skupia się wokół muzyki country.

## Lista utworów
1. „The Pages of My Mind”
2. „Slip Away”
3. „Anybody with the Blues”
4. „Class Reunion”
5. „Caught A Touch of Your Love”
6. „A Little Bit of Heaven”
7. „Dixie Moon”
8. „Over And Over (Again)”
9. „Beaucoup Love”
10. „Love Is Worth the Pain”